# 1197 Rhodesia
Az 1197 Rhodesia (ideiglenes jelöléssel 1931 LD) a Naprendszer kisbolygóövében található aszteroida. Cyril Jackson fedezte fel 1931. június 9-én, Johannesburgban.